# ان‌جی‌سی ۳۲۷

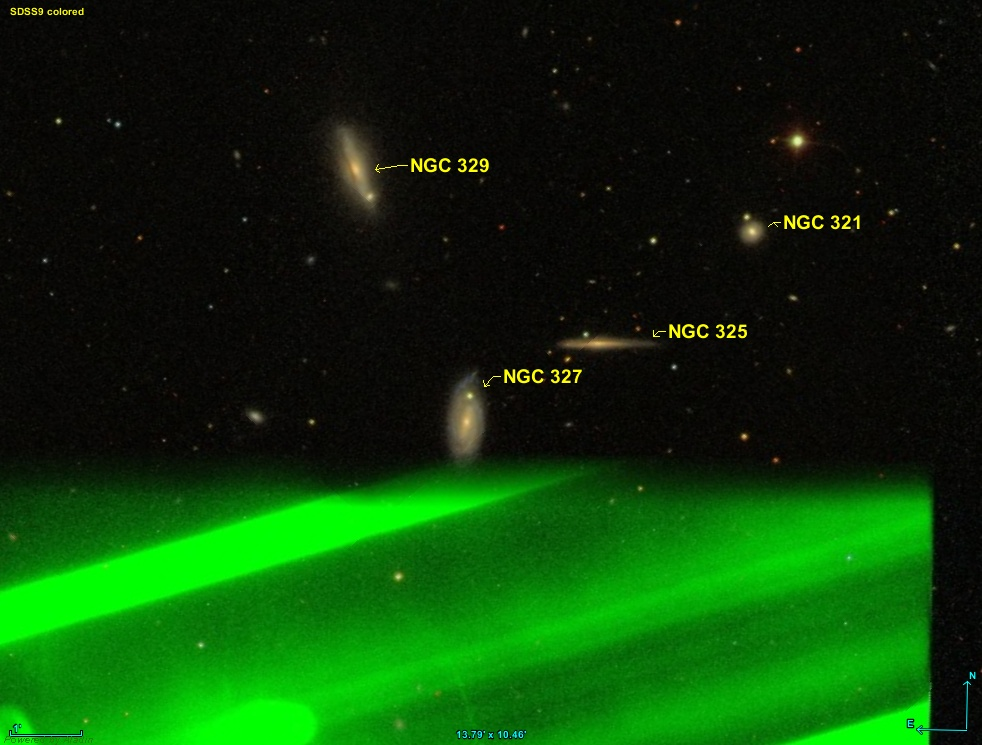
تصویر شبیه سازی شده از ان جی سی 327

ان‌جی‌سی ۳۲۷ (انگلیسی: NGC 327) نام یک کهکشان مارپیچی در صورت فلکی نهنگ است.